# Georges Perec
Georges Perec (* 7. März 1936 in Paris; † 3. März 1982 in Ivry-sur-Seine) war ein französischer Schriftsteller und Filmemacher. Er war Mitglied der Gruppe Oulipo und wird zu den wichtigsten Vertretern der französischen Literatur nach dem Zweiten Weltkrieg gezählt.

## Leben
Georges Perec war der einzige Sohn von Icek und Cyrla (Szulewicz) Peretz. Er wurde in einer Klinik im XIX. Pariser Arrondissement geboren und wuchs bis 1942 in Belleville auf – in der im XX. Arrondissement gelegenen Rue Vilin. Seine Eltern, polnischstämmige Juden, waren in den Zwanzigerjahren nach Frankreich ausgewandert. Zu Beginn des Zweiten Weltkriegs trat sein Vater in die französische Armee ein; 1940 fiel er. Perecs Kindheit war geprägt durch die deutsche Besatzungszeit nach dem Waffenstillstand. Seine Mutter – sie wurde 1943 verschleppt – kam vermutlich im KZ Auschwitz-Birkenau ums Leben. Perec wurde 1942 von seiner Tante, einer älteren Schwester seines Vaters, und deren Mann aufgenommen, die in die zunächst unbesetzte Zone Frankreichs geflohen waren und die ihn, zurück in Paris, 1945 adoptierten.
Auf Anraten seiner Adoptiveltern und eines Schulpsychologen begann Georges Perec 1949 eine Psychotherapie bei Françoise Dolto. Dank seines Philosophielehrers Jean Duvignaud konnte er schon Mitte der 1950er Jahre, während seines frühzeitig abgebrochenen Studiums der Geschichte und Soziologie an der Sorbonne, Artikel und Berichte bei so angesehenen literarischen Zeitschriften wie der Nouvelle Revue française und Les Lettres Nouvelles publizieren.
Von 1958 bis 1959 leistete Perec in Pau bei den Fallschirmjägern seinen Militärdienst ab. Nach seiner Entlassung heiratete er Paulette Petras. Das Ehepaar lebte von 1960 bis 1961 in Sfax (Tunesien), wo Paulette als Lehrerin arbeitete. Seit 1961 arbeitete Perec für das Nationale Zentrum für wissenschaftliche Forschung (CNRS), und zwar als Archivar beim Neurophysiologischen Laboratorium am Pariser Krankenhaus Saint-Antoine – eine schlecht bezahlte Stelle, die er aber bis 1978 beibehielt. Es bleibt dahingestellt, ob sich das tägliche Hantieren mit Aufzeichnungen und abgeänderten Datensätzen auf Perecs Schreibweise ausgewirkt hat; außer Zweifel steht jedoch seine Beeinflussung durch die von François Le Lionnais und Raymond Queneau ins Leben gerufene Gruppe Oulipo („Werkstatt für Potentielle Literatur“), der er ab 1967 angehörte. Es handelt sich dabei um einen Kreis von Autoren, die ihre Werke formalen Zwängen unterwerfen, wie zum Beispiel den Verzicht auf bestimmte Buchstaben (siehe Lipogramm).
Perec lehrte 1981 an der University of Queensland in Australien. Dort begann er sein letztes, unvollendet gebliebenes Werk 53 Jours (dt. 53 Tage). Nach seiner Rückkehr aus Australien verschlechterte sich sein Gesundheitszustand. Wenige Tage vor seinem 46. Geburtstag verstarb Georges Perec 1982 an Lungenkrebs. Sein Nachlass wird heute in der Bibliothèque nationale de France in der Abteilung „L’Arsenal“ aufbewahrt.

## Werk

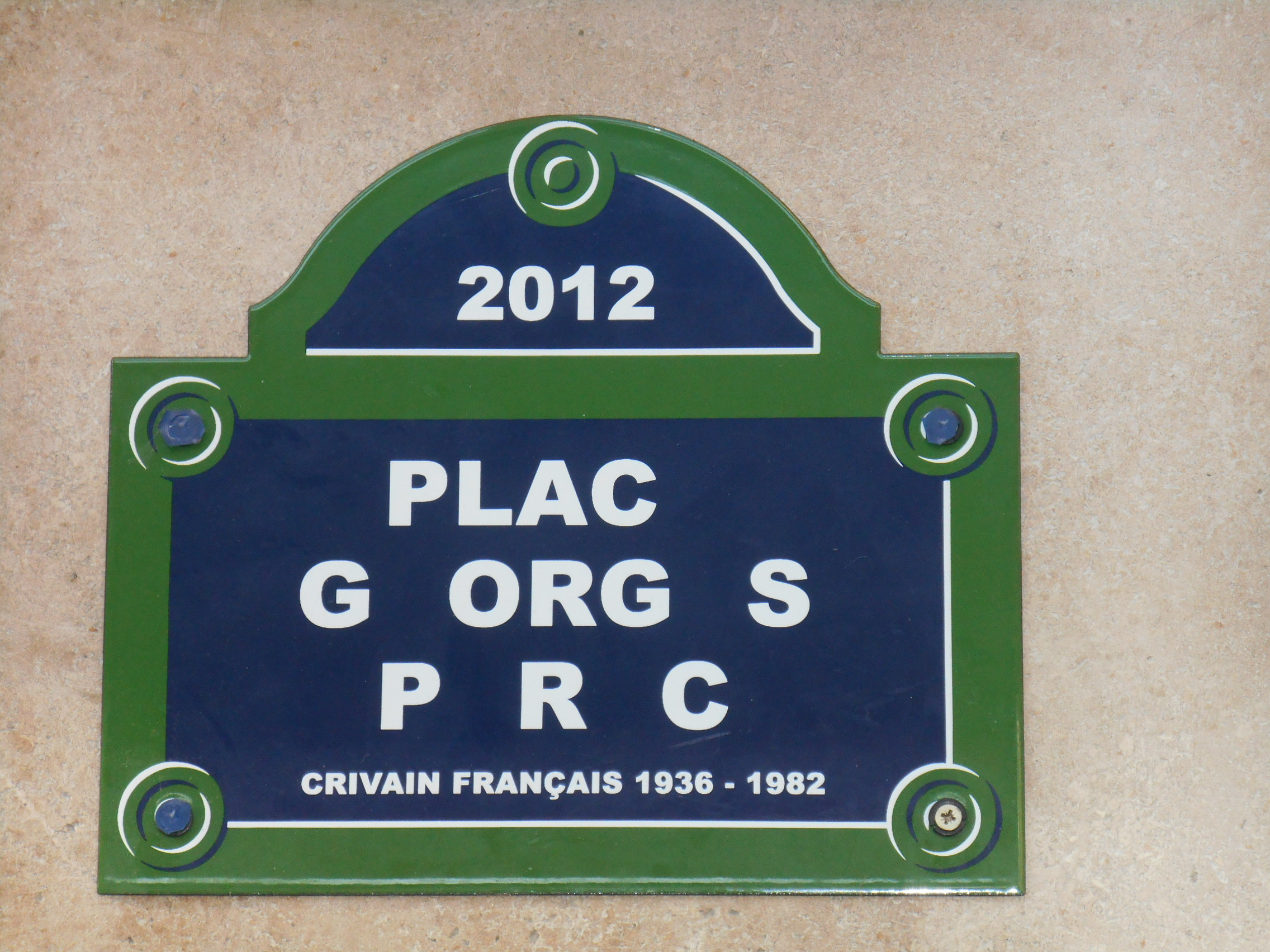
Schild im Stil der Pariser Straßenschilder am Café de la Mairie, Place Saint-Sulpice. Es fehlt wie in La Disparition der Buchstabe E.

Nach einigen ersten Romanen, für deren Veröffentlichung er keinen Verlag finden konnte und die erst posthum herausgegeben wurden, darunter L’Attentat de Sarajevo (dt. Das Attentat von Sarajevo) und Le Condottière (dt. Der Condottiere), erschien 1965 Georges Perecs erste Buchveröffentlichung Les choses (dt. Die Dinge). Für seinen Erstling erhielt er den renommierten Prix Renaudot.
In La Disparition (deutsche Übersetzung Anton Voyls Fortgang) verzichtete Perec auf den Buchstaben E, also auf den im Französischen (und Deutschen ebenso) am häufigsten vorkommenden Vokal. Diese oulipotische Beschränkung wurde in der deutschen Übersetzung von Eugen Helmlé beibehalten (allerdings unterlief dem Setzer der Rowohlt-Lizenzausgabe bereits auf der ersten Seite ein Fehler; desgl. auf Seite 134). – Im Roman Les Revenentes kehrte Perec dieses Prinzip um und nutzte den Buchstaben E als einzigen Vokal; was bereits der Titel zeigt, denn eigentlich müsste es Revenantes heißen. – Perec verfasste überdies ein Palindrom in Form eines Briefes an EDNA D’NILU mit mehr als 1300 Wörtern. Dieser Brief ist von der Anschrift bis hin zur Unterschrift vollständig rückwärts lesbar.
Das 1975 veröffentlichte W ou le souvenir d’enfance (dt. W oder die Kindheitserinnerung) gilt als Meisterwerk des (auto-)biografischen Romans. Der Autor schildert darin einzelne und in vielen Fällen unsichere Erinnerungen an seine Kindheit bis zum Jahr 1945 und verschränkt diese mit einer fiktiven Erzählung, die er schon als 13-Jähriger geschrieben hat, über das Leben auf der Insel W – ein Leben, das vollkommen einem mörderischen Sport untergeordnet ist. Im abschließenden Kapitel schreibt Perec, er habe später in David Roussets Buch Das KZ-Universum seine Fiktion wiedererkannt.
Ausgehend von der Beschreibung des Lebens in einem Pariser Mietshaus entfaltet er in seinem 1978 veröffentlichten Roman La Vie mode d’emploi (dt. Das Leben Gebrauchsanweisung) ein breites Geschichtenpanorama. Perec springt im Erzählen wie die Pferdfigur auf einem Schachbrett systematisch von Wohnung zu Wohnung beziehungsweise von Zimmer zu Zimmer, wodurch ein riesiges Geflecht von Geschichten und Begegnungen entsteht. Im Mittelpunkt steht die Geschichte eines Mannes, der Aquarelle malt, diese von einem Puzzlehersteller in Puzzles zerlegen lässt, um sie schließlich wieder zusammenzusetzen. Die Idee des Puzzles steht dabei auch programmatisch für das Bauprinzip des Romans. Perecs Werke sind überdies gespickt mit Wortspielen und Listen. Dieses Raymond Queneau gewidmete Werk gewann den Prix Médicis und gilt als Perecs Hauptwerk. Dieser finanzielle Erfolg erlaubte ihm, sich ganz der Schriftstellerei zu widmen.
In Ein Kunstkabinett sind Beschreibungen fiktiver Gemälde realer Maler als Auszüge eines Auktionskatalogs eingefügt. Auch die Frage der Intertextualität in der Literatur ist für Perec von großer Bedeutung. In Die Winterreise geht es um ein Buch aus dem 19. Jahrhundert, aus dem alle großen Autoren der Weltliteratur zitieren, ohne ihre Quelle zu nennen.
Seit den späten 1960er Jahren arbeitete Perec, teilweise zusammen mit dem Musiker Philippe Drogoz und dem Übersetzer Eugen Helmlé, an einer Reihe von Hörspielen. Später wandte er sich als Drehbuch- und Dialogautor auch dem Film zu. Un homme qui dort, zu dem er auf Basis seines gleichnamigen Romans das Drehbuch schrieb und bei dem Bernard Queysanne Regie führte, gewann 1974 den Prix Jean Vigo. Bei dem 1978 entstandenen Les Lieux d’une fugue führte er selbst Regie.

„Undeutlich spüre ich, daß die Bücher, die ich geschrieben habe, ihren Sinn aus einem alles umfassenden Bild beziehen, das ich mir von der Literatur mache, doch ich habe das Gefühl, daß ich dieses Bild wohl nie genau zu greifen vermag, daß es für mich etwas ist, das jenseits des Schreibens steht, ein ,Warum ich schreibe‘, auf das ich nur schreibend antworten kann, wobei ich unaufhörlich den Augenblick hinausschiebe, in dem dieses Bild, weil ich aufhöre zu schreiben, sichtbar werden würde, ähnlich wie ein Puzzle, das ein für alle Mal abgeschlossen ist.“

„Mein Ehrgeiz als Schriftsteller ist es also [...] ein Schreibprojekt zu realisieren, bei dem ich nie zweimal das gleiche Buch schreibe, oder besser, bei dem ich zwar jedes Mal das gleiche Buch schreibe, es jedoch jedes Mal in einem neuen Licht erscheinen lasse.“

## Bibliografie
- Les Choses. Une histoire des années soixante. Julliard, Paris 1965.
  - Deutsch: Die Dinge. Eine Geschichte der sechziger Jahre. Übers. Eugen Helmlé. Stahlberg, Karlsruhe 1966; Klett-Cotta, Stuttgart 1984.
    - Neuausgabe: diaphanes, Zürich und Berlin 2016, ISBN 978-3-03734-649-5.

  - Deutsch: Die Dinge. Eine Geschichte aus den sechziger Jahren. Übers. Henryk Keisch. Volk und Welt, Berlin 1967.
- Quel petit vélo à guidon chromé au fond de la cour? Denoël, Paris 1966.
  - Deutsch: Was für ein kleines Moped mit verchromtem Lenker steht da auf dem Kasernenhof? Übers. Henryk Keisch. Volk und Welt, Berlin 1967.
  - Deutsch: Was für ein kleines Moped mit verchromter Lenkstange steht dort im Hof? Übers. Eugen Helmlé. Manholt, Bremen 1988.
    - Neuausgabe: diaphanes, Zürich und Berlin 2014, ISBN 978-3-03734-231-2.
- Un Homme qui dort. Denoël, Paris 1967.
  - Deutsch: Ein Mann der schläft. Übers. Eugen Helmlé. Manholt, Bremen 1988.
    - Neuausgabe: diaphanes, Zürich und Berlin 2012, ISBN 978-3-03734-241-1.
- La disparition. Denoël, Paris 1969.
  - Deutsch: Anton Voyls Fortgang. Übers. Eugen Helmlé. Zweitausendeins, Frankfurt/M. 1986.
    - Neuausgabe: diaphanes, Zürich und Berlin 2013, ISBN 978-3-03734-322-7.
- Petit traité invitant à la découverte de l’art subtil du go. In Zusammenarbeit mit Pierre Lusson und Jacques Roubaud. Christian Bourgois, Paris 1969.
- Les Revenentes. Julliard, Paris 1972.
  - Deutsch: dee weedergenger. Übers. Peter Ronge. Helmut Lang, Münster 2003, ISBN 3-931325-35-0.
- Die Maschine. In Zusammenarbeit mit Eugen Helmlé. Reclam, Stuttgart 1972, ISBN 3-15-009352-X.
  - Neuausgabe: Gollenstein, Blieskastel 2001, ISBN 3-933389-25-9 (mit CD).
- Oulipo. Créations, Re-créations, récréations. In Zusammenarbeit mit Raymond Queneau, Paul Fournel und den Mitgliedern des Oulipo. Gallimard, Paris 1972.
- La Boutique obscure. 124 rêves. Denoël, Paris 1973.
  - Deutsch: Die dunkle Kammer. 124 Träume. Übers. Jürgen Ritte. diaphanes, Zürich und Berlin 2017, ISBN 978-3-03734-895-6.
- Espèces d’espaces. Galilée, Paris 1974.
  - Deutsch: Träume von Räumen. Übers. Eugen Helmlé. Manholt, Bremen 1990
    - Neuausgabe: diaphanes, Zürich und Berlin 2013, ISBN 978-3-03734-326-5.
- Ulcérations. Bibliothèque oulipienne, Paris 1974.
- W ou le souvenir d’enfance. Denoël, Paris 1975.
  - Deutsch: W oder Die Erinnerung an die Kindheit. Übers. Thorgerd Schücker. Volk und Welt, Berlin 1978.
  - Deutsch: W oder die Kindheitserinnerung. Übers. Eugen Helmlé. Zweitausendeins, Frankfurt 1982.
    - Neuausgabe: diaphanes, Zürich und Berlin 2012, ISBN 978-3-03734-225-1.
- Tentative d’epuisement d’un Lieu parisien. Christian Bourgois, Paris 1975.
  - Deutsch: Versuch einen Platz in Paris zu erfassen. Übers. Tobias Scheffel. Libelle, Konstanz 2010.
    - Neuausgabe: diaphanes, Zürich und Berlin 2023, ISBN 978-3-0358-0616-8.
- Alphabets. Cent soixante-seize onzains hétérogrammatiques. Illustrationen von Dado. Galilée, Paris 1976.
- Je me souviens. Hachette, Paris 1978.
- La Vie mode d’emploi. Hachette, Paris 1978.
  - Deutsch: Das Leben Gebrauchsanweisung. Übers. Eugen Helmlé. Ausgabe mit Puzzle im Schuber. Zweitausendeins, Frankfurt 1982, ISBN 3-86150-911-3.[10]
    - Neuausgabe Deutsch (ohne Puzzle): diaphanes, Zürich und Berlin 2017, ISBN 978-3-0358-0044-9.
- Les mots croisés. Mazarine, Paris 1979.
- Un Cabinet d’amateur. Histoire d’un tableau. Balland, Paris 1979.
  - Deutsch: Ein Kunstkabinett. Geschichte eines Gemäldes. Übers. Eugen Helmlé. Hanser, München 1989.
    - Neuausgabe: diaphanes, Zürich und Berlin 2018, ISBN 978-3-03734-893-2.
- La Clôture et autres poèmes. Hachette, Paris 1980.
  - Deutsch: Okular ist eng, oder Fortunas Kiel. Zweisprachige Ausgabe. Übertragen von Oskar Pastior. Edition Plasma, Berlin 1992, ISBN 3-926867-17-5.
- Récits d’Ellis Island. Histoires d’errance et d’espoir. In Zusammenarbeit mit Robert Bober. Sorbier, Paris 1980.
  - Deutsch: Geschichten von Ellis Island oder Wie man Amerikaner macht. Übers. Eugen Helmlé. Wagenbach, Berlin 1997, ISBN 3-8031-3592-3.
  - Deutsch: Ellis Island. Übers. Eugen Helmlé. diaphanes, Zürich und Berlin 2016, ISBN 978-3-03734-628-0.
- Théâtre I. Beinhaltet die Stücke L’augmentation und La poche Parmentier. Hachette, Paris 1981.
  - Deutsch: Die Gehaltserhöhung. Die Kartoffelkammer. Zwei Stücke. Übers. Eugen Helmlé. Verlag der Autoren, Frankfurt 1990, ISBN 3-88661-112-4.

Posthum
- Penser/Classer. Hachette, Paris 1985; Seuil, Paris 1997.
  - Deutsch: In einem Netz gekreuzter Linien. Übers. Eugen Helmlé. Manholt, Bremen 1996, ISBN 3-924903-32-8.
    - Neuausgabe: Denken/Ordnen. Übers. Eugen Helmlé. diaphanes, Zürich und Berlin 2014, ISBN 978-3-03734-740-9.
- 53 Jours. Seuil, Paris 1989.
  - Deutsch: 53 Tage. Hrsg. Harry Mathews und Jacques Roubaud. Übers. Eugen Helmlé. Hanser, München 1992.
    - Neuausgabe: diaphanes, Zürich und Berlin 2021, ISBN 978-3-0358-0334-1.
- L’infra-ordinaire. Seuil, Paris 1989.
  - Deutsch: Warum gibt es keine Zigaretten beim Gemüsehändler? Übers. Eugen Helmlé. Manholt, Bremen 1991.
    - Neuausgabe: diaphanes, Zürich und Berlin 2015, ISBN 978-3-03734-881-9.
- Je suis né. Seuil, Paris 1990.
  - Deutsch: Geboren 1936. Übers. Eugen Helmlé. Manholt, Bremen 1993.
    - Neuausgabe: diaphanes, Zürich und Berlin 2015, ISBN 978-3-03734-535-1.
- Roussel und Venedig: Entwurf zu einer melancholischen Geographie. Mit Harry Mathews. Übers. Hanns Grössel. Edition Plasma, Berlin 1991.
  - Neuausgabe:  zero sharp, Berlin 2018, ISBN 978-3-945421-07-9.
- Cantatrix Sopranica L. Seuil, Paris 1991.
  - Deutsch: De iaculatione tomatonis (in cantatricem). Praktische Versuche zum Nachweis des Tomatotopischen Organisationsmusters bei Sopranistinnen (Cantatrix sopranica L.) Zweisprachige Ausgabe. Übers. Gerald Pilzère. Faude, Konstanz 1987, ISBN 3-922305-26-1.
- Le Voyage d’hiver. Seuil, Paris 1993 (frz. Neuauflage; zuerst erschienen in limitierter Novellen-Sammlung Saisons, Hachette 1979, 1000 Exemplare).
  - Deutsch: Die Winterreise. Übers. Eugen Helmlé. Edition Plasma, Berlin 1990.
    - Neuausgabe: diaphanes, Zürich und Berlin 2018, ISBN 978-3-0358-0125-5.
- 81 fiches-cuisine à l’usage des debutants. Seuil, Paris 2003.
  - Deutsch: 81 Küchenzettel für Anfänger in der Kochkunst. Übers. Peter Ronge. Helmut Lang, Münster 2010, ISBN 978-3-931325-36-7.
- L’art et la manière d’aborder son chef de service pour lui demander une augmentation. Hachette Littératures, Paris 2008.
  - Deutsch: Über die Kunst, seinen Chef anzusprechen und ihn um eine Gehaltserhöhung zu bitten. Übers. Tobias Scheffel. Klett-Cotta, Stuttgart 2009, ISBN 978-3-608-93706-0.[11]
- Le Condottière. Seuil, 2012.
  - Deutsch: Der Condottiere. Übers. Jürgen Ritte. Hanser, München 2013, ISBN 978-3-446-24442-9.
- Tisch-Ordnungen. Essays von 1973 bis 1982. Mit einem Essay von Sabine Mainberger. Übers. Eugen Helmlé. Ritter, Klagenfurt 2014, ISBN 978-3-85415-502-7.
- L’Attentat de Sarajevo. Seuil, 2016.
  - Deutsch: Das Attentat von Sarajevo. Übers. Jürgen Ritte. diaphanes, Zürich und Berlin 2020, ISBN 978-3-03734-944-1.
- Lieux. Seuil, Paris 2022.

## Hörspiele
- Die Maschine, mit Eugen Helmlé, SR/WDR 1968.[12]
- Wucherungen (nach L’augmentation), SR/WDR 1969.
- Tagstimmen, zusammen mit Eugen Helmlé und Philippe Drogoz. SR, 1971.[13]
- Der Mechanismus des Nervensystems im Kopf (nach Fonctionnement du système nerveux dans la tête), WDR 1972.
- Konzertstück für Sprecher und Orchester, mit Eugen Helmlé und Philippe Drogoz, SR 1974.
- Der Kartoffelkessel (nach La poche Parmentier), SR 1987.
- Das Leben - Gebrauchsanweisung (nach La vie - Mode d’emploi), DRS 1990.
- Der Teufel in der Bibliothek (nach Le diable dans la bibliothèque), SR 1991.
- Perec/grinations, SR/RB 2000.
- Die Dinge (nach Les choses), HR 2004.
- Kneift Karadings vorm Krieg? (nach Quel petit vélo à guidon chromé au fond de la cour?), DLR 2006.

## Filme
- Un homme qui dort (dt. Ein Mann, der schläft), Drehbuch, 1973.
- Les Lieux d’une fugue, Text der autobiographischen Erzählung aus 1965, Regie, 1978.
- Le retour à la bien-aimée (dt. Rückkehr zur Geliebten), Drehbuch mit Jean-François Adam, Jean-Claude Carrière und Benoît Jacquot, 1979.
- Série noire, Dialoge, 1979.
- Récits d’Ellis Island, Fernsehfilm von Robert Bober, Drehbuch, 1980.